# モウソウ刑事!
モウソウ刑事!（モウソウデカ）は、2011年1月12日から3月30日まで東海テレビで毎週水曜日24:40 - 24:55（初回のみ24:55 - 25:10）に放送されていたミニドラマ。ハイビジョン制作。

## 概要
松井珠理奈・松井玲奈をはじめSKE48のメンバーが出演するミニドラマである。怪我で長期療養中の松下唯も声優として出演している。
オープニングでは珠理奈・玲奈の他にSKE48メンバーが週替わりで登場し、回転するターンテーブルに乗ってポーズをとっている。

## あらすじ
コスプレコンテストが行われていた孤島のホテル「斜陽館」でホテルのオーナーが殺害される事件が起きた。容疑者は殺害された時間からホテルに居合わせた複数の男女と推定された。
現場に現れたスゴ腕新米刑事のモウソウ刑事こと松井珠理奈が容疑者がどういう状況で犯行に及んだのかを妄想し、解決していく。

## キャスト

### 刑事
松井珠理奈（モウソウ刑事）
本作の主人公。未成年による柔軟な発想により難解な事件を解決することを目的として設置された警視庁捜査一課特命モウソウ係の刑事。アイドル歌手松井玲奈の大ファンで、玲奈に会うためにコスプレコンテストに参加し、事件に遭遇した。妄想前に言う台詞は「あっ、モワッときた」。
浦松義男 - 松浦祐也
ヒラ警官。失恋傷心旅行で斜陽館に宿泊し、事件に遭遇した。
小野晴香（カイソウ刑事）
モウソウ刑事の予備として設置された警視庁捜査一課特命カイソウ係の刑事。過去の実体験を回想することによって事件の解決を目指す。回想前に言う台詞は「あっ、ホワッときた」。
出口陽（カイソウ刑事）
警視庁捜査一課特命カイソウ係の刑事。回想前に言う台詞は「あっ、ゾワッときた」。
平田璃香子（カイソウ刑事）
警視庁捜査一課特命カイソウ係のリーダー。回想前に言う台詞は「あっ、ピュアッときた」。

### 斜陽館関係者
桑原みずき
ホテル「斜陽館」オーナー。コスプレコンテストの主催者であるが、何者かに殺害される。
桑原久美 - 矢神久美
桑原みずきの娘。男装の麗人。
平松可奈子
メイド。
執事 - 伊藤光男

### コスプレコンテスト参加者
松井玲奈
アイドル歌手。桑原みずきが主催するコスプレコンテストに審査員として招かれた。
大矢真那
ナースのコスプレで参加。
高田志織
猫耳セーラー服戦士のコスプレで参加。
木﨑ゆりあ
巫女のコスプレで参加。
木下有希子
カウガールのコスプレで参加。
須田亜香里
シスターのコスプレで参加。
中西優香
姫コスプレで参加。

### 修学旅行生一行
斜陽館に宿泊の予約を入れていた。
高柳明音
演歌好き。
向田茉夏
石田安奈
古川愛李
木本花音
佐藤聖羅
金子栞
原望奈美
梅本まどか
小木曽汐莉

### その他
加藤るみ
血の付いた包丁を手に持って現れた謎の女。
モワリン - 松下唯（声の出演）
珠理奈の警察手帳にぶら下がっているマスコットキャラ。劇中で妄想世界の案内役を務める。
小林亜実
小林絵未梨
酒井萌衣
高木由麻奈
竹内舞
中村優花
山下ゆかり
佐藤実絵子
秦佐和子

## スタッフ
- 監督：元木隆史
- 助監督：谷口昌史・大石健太郎
- 脚本：鹿目由紀（劇団あおきりみかん主宰）・元木隆史
- TD／撮影：溝口英則
- VE：飯澤康平・渡辺伸幸
- 音声：遠藤淳・高島智
- 撮影：川口良介
- 編集：中村公彦
- 特別協力：ピタゴラス・プロモーション
- 企画協力：加藤義治（東海テレビ事業）
- クロスメディア：佐久間洋和
- プロデューサー：稲吉豊（東海テレビ）
- エグゼグティブプロデューサー：川瀬護司・湯浅洋（ピタゴラス・プロモーション）
- 制作著作：東海テレビ・東海テレビ事業

## 主題歌
- SKE48「1!2!3!4! ヨロシク!」（日本クラウン）

## 放送日程
| 各話   | 放送日        | サブタイトル | オープニング 登場メンバー      |
| ------ | ------------- | --- | ------------------------------ |
| 第1話  | 2011年1月12日 | 孤島のホテルのコスプレコンテストでまさかの殺人!? モウソウ刑事がバ バーンと登場しちゃったんですけど、の巻              | 桑原みずき                     |
| 第2話  | 2011年1月19日 | 犯人はナース!? モウソウでみかん食いまくり&網タイツで アタシ何だかモワッと来ちゃったんですけど、の巻                   | 大矢真那                       |
| 第3話  | 2011年1月26日 | 男装の麗人の哀しい過去!? 悲恋の末の惨劇なのか? 切なく響くテナーサックスに、アタシ、キュンとしちゃったんですけど、の巻 | 矢神久美                       |
| 第4話  | 2011年2月2日  | 悪のカウガールに囚われた、伝説の巫女を救いだせ! 猫耳セーラー服戦士の鉄拳に、カツオが大爆発しちゃうんですけど、の巻    | 高田志織 木﨑ゆりあ 木下有希子 |
| 第5話  | 2011年2月9日  | ドキッ! 女だらけの懺悔大会! 清純派シスターに忍び寄る疑いの影!? 何だか、私が一番祈りたいんですけど、の巻               | 須田亜香里 中西優香            |
| 第6話  | 2011年2月16日 | 鳴かず飛ばずの演歌歌手が、汗と涙のド根性劇! 歌い疲れたカナリア一羽、 っていうかとりあえず私、歌いたいんですけど、の巻 | 石田安奈 向田茉夏 高柳明音     |
| 第7話  | 2011年2月23日 | 血塗られた庖丁を持つ謎の女…ようやく真犯人登場か!? で、カイソウ刑事って誰よ? アタシ訳分かんないんですけど、の巻        | 小野晴香 出口陽 平田璃香子     |
| 第8話  | 2011年3月2日  | ホワッととか、ゾワッととか、ピュアッととか一体何者!? ちょっとちょっと! アタシの真似しないで欲しいんですけど、の巻     | 加藤るみ                       |
| 第9話  | 2011年3月9日  | 禁断の純愛…二人の恋は決して誰にも止められないの… アタシそういうのドキドキしちゃうんですけど、の巻                     | 平松可奈子                     |
| 第10話 | 2011年3月16日 | 愛、抱擁、蜜月、憎悪、格闘、そして悲劇、涙、涙、涙… やばい、アタシ絶対犯人わかっちゃったんですけど、の巻              | 矢神久美 平松可奈子            |
| 第11話 | 2011年3月23日 | ボウソウするモウソウ。モウソウの中のモウソウ刑事… アタシこれ以上モウソウ出来ないんですけど、の巻                      | -                              |
| 第12話 | 2011年3月30日 | モウソウ刑事がモウソウしなくて現実どうなる!?ってなワケで、しかし、 モウソウ刑事は永久に不滅なんですけど、の巻         | -                              |

## ネット局と放送時間
| 放送対象地域 | 放送局     | 放送日時              | 放送開始      | 備考     |
| ------------ | ---------- | --------------------- | ------------- | -------- |
| 中京広域圏   | 東海テレビ | 毎週水曜24:40 - 24:55 | 2011年1月12日 | 制作局   |
| 福井県       | 福井テレビ | 毎週水曜25:10 - 25:25 | 2011年1月19日 | 7日遅れ  |
| 長野県       | 長野放送   | 毎週木曜25:15 - 25:30 | 2011年1月27日 | 15日遅れ |

## 関連商品
- SKE48ドラマ「モウソウ刑事!」公式フォトブック（2011年2月28日、学研パブリッシング）ISBN 978-4056062229
- DVD「モウソウ刑事!」第1巻（2011年4月19日、イーネット・フロンティア）
  - 第1話 - 第6話までを収録
  - 初回特典 特製オリジナルTシャツ
- DVD「モウソウ刑事!」第2巻（2011年5月26日、イーネット・フロンティア）
  - 第7話 - 第12話までを収録
  - 初回特典 特典ディスク（メイキングオフショット映像や予告編を約60分収録）、特製オリジナル携帯ストラップ

## その他
- ドラマロケは博物館明治村や文化のみち二葉館、佐久島など全て地元で撮影された。